# Linguaggio del corpo
Il linguaggio del corpo è un tipo di comunicazione in cui i comportamenti fisici, e non verbali, vengono utilizzati per esprimere o trasmettere informazioni. Tali comportamenti comprendono le espressioni facciali, la postura del corpo, i gesti, il movimento degli occhi, il tatto e l'uso dello spazio. Il linguaggio del corpo esiste sia negli animali che negli esseri umani; questo articolo si concentra sulle interpretazioni del linguaggio del corpo umano, noto anche come cinesica. Sebbene il linguaggio del corpo sia una parte importante della comunicazione, la maggior parte di esso avviene in modo inconsapevole.
Il "linguaggio del corpo" non deve essere confuso con la lingua dei segni: la lingua dei segni è una lingua a tutti gli effetti: ha un proprio sistema grammaticale complesso ed è anche in grado di esibire le proprietà fondamentali che si ritiene esistano in tutte le (vere) lingue. Il linguaggio del corpo, d'altra parte, non ha un sistema grammaticale e deve essere interpretato in senso lato: non ha un significato assoluto corrispondente a un certo movimento, quindi non è una lingua, ma viene semplicemente definito "linguaggio" a causa della cultura popolare.
In una società, esistono interpretazioni concordate di determinati comportamenti. Le interpretazioni possono variare da Paese a Paese o da cultura a cultura. (A questo proposito, si discute anche se il linguaggio del corpo sia universale). Il linguaggio del corpo, un sottoinsieme della comunicazione non verbale, integra la comunicazione verbale nell'interazione sociale. Alcuni ricercatori concludono che la comunicazione non verbale rappresenta la maggior parte delle informazioni trasmesse durante le interazioni interpersonali. Esso aiuta infatti a stabilire la relazione tra due persone e regola l'interazione, ma può essere ambiguo.
Il linguaggio del corpo fa parte della comunicazione non verbale. In quest'ambito si interpretano, varie caratteristiche, ai fini dell'interazione sociale, postura, gesti, movimenti, espressioni e mimica che accompagnano o meno la parola rendendo la comunicazione umana più marcata.

## Modalità
Il primo linguaggio studiato è stato quello facciale, infatti l'opera più importante pubblicata prima del '900, è stata quella di Charles Darwin del 1872 "The expression of the emotions in Man and Animals". Da qui molti studiosi si sono interessati all'argomento e primo fra tutti a confermare lo studio di Darwin è stato lo psicologo statunitense Paul Ekman, che ha dedicato molti anni allo studio della mimica facciale. Egli ha dimostrato che alcune emozioni come la rabbia, tristezza, felicità, sono uguali e condivise da tutti in modo uguale, siano essi appartenenti o meno a culture differenti. Secondo Ekman, attraverso le emozioni del volto si riesce a captare se le espressioni sono sincere oppure no; infatti nel suo libro " I volti della Menzogna", parla di poter avere almeno tre chiavi per leggere le emozioni del volto e per capirle:
1. Asimmetria, perché nelle espressioni facciali sono coinvolte asimmetricamente le due metà del viso, in quanto su una metà l'espressione è più intensa che nell'altra;
2. Tempo, in quanto l'espressioni sincere durano pochi attimi (all'incirca 1/10s), mentre se vi è un'espressione "tirata", che dura più di un secondo, questa è una probabile falsa emozione, eseguita volontariamente;
3. Collocazione, nel discorso, la mimica accompagna le parole se posticipata o anticipata, non rispecchia la reale espressione verbale. Per esempio: se una persona è arrabbiata e accompagna l'espressione di rabbia in relazione alle parole vuol dire che la persona è realmente arrabbiata; se i gesti di rabbia vengono dopo le parole si denota che probabilmente la persona non è così in collera come vorrebbe far credere.

Il linguaggio del corpo è costituito anche da gesti che si differiscono da cultura a cultura e da gesti che cambiano con l'evolversi dell'età dell'uomo. I gesti che variano da cultura a cultura sono quei gesti che col tempo sono diventati come una sorta di esperanto, ma che in alcune culture assumono un significato diverso. Il segno dell'"OK", ha assunto col tempo il significato di Okay, "tutto bene", in tutti i paesi di lingua inglese, in Europa e in Asia, tuttavia permangono alcune zone come ad esempio la Francia in cui il segno "OK" assume il significato di "zero" o "niente". Ha infatti origine da un segnale che al termine di uno scontro di guerra serviva a comunicare a distanza "zero kills" cioè "zero uccisioni"; in Giappone vuol dire "soldi".
Il pollice in su, in Australia, Inghilterra e Nuova Zelanda ha più di un significato, vuol dire: Ok, segnale di autostop o insulto, mentre in Grecia è prevalentemente usato in senso dispregiativo. Il segno della "V", è stato diffuso durante la Seconda Guerra Mondiale da Winston Churchill in segno di "vittoria", mentre in alcuni paesi europei tale segno indica il numero due, mentre in altri è un segno di offesa. Ci sono poi gesti che si modificano con l'evolversi dell'età dell'uomo, ne è un esempio il gesto fatto da un bambino che dice una bugia, tendendo a coprire la bocca con le mani; nell'adolescente il gesto cambia, la mano sfiora con le dita la bocca; nell'adulto il gesto diventa più evoluto e raffinato la mano infatti, sfiora il naso. Il linguaggio del corpo ha una propria grammatica pertanto va letto e interpretato rispettando tutta una sintassi composta da parole, frasi e punteggiatura.
Ogni movimento è come una parola, cioè assume un significato diverso a seconda dell'uso che se ne fa in una "frase" per cui, nell'analizzare il gesto, va tenuto presente soprattutto il contesto in cui si esplica. "Percettivi" significa saper interpretare e capire il gesto con tutte le sue sfumature compreso il contesto. Lo sfregare le mani, ad esempio, può avere un duplice significato. Fatto in una gelida giornata significa che quella persona ha freddo; lo stesso gesto invece, fatto da una persona mentre esprime un desiderio piacevole, risulta sinonimo di gioia, allegria e di aspettativa positiva. Oltre al contesto, bisogna tener presente anche lo spazio che il corpo occupa e con il quale comunica.
Ognuno di noi possiede la sua "bolla d'aria" ciò dipende e dall'area in cui una persona è cresciuta (alta o bassa intensità di popolazione) e dalla cultura occidentale o orientale. Ad esempio nella cultura orientale dove vi è un'alta densità di popolazione e gli spazi sono ristretti le distanze sono più ravvicinate mentre noi occidentali, che viviamo in ambienti aperti amiamo mantenere le distanze. Infatti la nostra "bolla d'aria" riferita alla popolazione bianca che vive in Australia, Nuova Zelanda, Regno Unito ed America Settentrionale si divide in:
1. Area intima intesa come area che può essere occupata solo da persone con le quali si condivide un rapporto intimo (amici, genitori, innamorati ecc...);
2. Area personale intesa come distanza che ci separa dagli altri (in un contesto quale riunione di lavoro, uscite, feste ecc...);
3. Area sociale ovvero la distanza fra noi ed un estraneo;
4. Area pubblica cioè quella distanza che scegliamo di avere in un contesto pubblico.

## La ricerca socio-antropologica
Nel mondo anglosassone i primi studi, a carattere intuitivo, sul linguaggio del corpo erano presenti nei saggi "Maniere" (1844) e "Comportamento" (1860), di Ralph Waldo Emerson. In seguito antropologi quali Ray Birdwhistell, Margaret Mead e Gregory Bateson avviarono studi metodici sul linguaggio del corpo, con l'esame di filmati che permettevano di cogliere aspetti poco evidenti dell'interazione sociale a livello non verbale.
Birdwhistell, rifacendosi alla linguistica descrittiva, sosteneva che tutti i movimenti del corpo hanno un senso (non essendo casuali), e che la grammatica di questo paralinguaggio si può analizzare analogamente al linguaggio verbale. Egli chiama cinèma l'unità minima analoga al fonema. Le discipline atte allo scopo hanno nome: cinesica, prossemica, semiotica.

## Relazione tra linguaggio del corpo e stati mentali
Secondo Alexander Lowen i messaggi non verbali provenienti dal corpo dell'individuo sono strettamente collegati a stati psicologici. Nel testo "Il linguaggio del Corpo" afferma che la struttura del corpo subisce inevitabilmente modificazioni in seguito a cambiamenti del carattere della persona. Attraverso l'osservazione della struttura corporea e atteggiamenti è quindi possibile trarre informazione sugli stati emotivi ed esistenziali.
Individui nevrotici presentano equivalenti somatici che descrivono sensazioni come paura, insicurezza, chiusura e angoscia.